# Cantone di Badonviller
Il Cantone di Badonviller era una divisione amministrativa dell'arrondissement di Lunéville.
È stato soppresso a seguito della riforma complessiva dei cantoni del 2014, che è entrata in vigore con le elezioni dipartimentali del 2015.
Comprendeva i comuni di:
- Angomont
- Badonviller
- Bionville
- Bréménil
- Fenneviller
- Neufmaisons
- Neuviller-lès-Badonviller
- Pexonne
- Pierre-Percée
- Raon-lès-Leau
- Sainte-Pôle
- Saint-Maurice-aux-Forges